# Cultura de la Ciudad de México
La cultura de la Ciudad de México es el grupo de expresiones culturales asimiladas a partir de la forma de  la sociedad sobre la capital mexicana.
Sede de los principales escenarios localizados en las inmediaciones de los lagos del Anáhuac, se hicieron numerosas construcciones que hoy forman parte del patrimonio material de la nación mexicana, protegidas por el Instituto Nacional de Antropología e Historia (INAH). Solo en el centro histórico existen 1436 edificios históricos, repartidos en 9 km² de superficie. La gran cantidad de suntuosas construcciones que poseyó la capital durante la época virreinal contribuyeron a que Alejandro de Humboldt le llamara la Ciudad de los Palacios. En 1987, el centro histórico y Xochimilco quedaron inscritos en la lista del Patrimonio de la Humanidad de la Unesco. Entre los edificios más notables de la época colonial, hay que señalar a la Catedral, el Palacio Nacional y la Casa de los Azulejos en el primer cuadro de la ciudad; en Chapultepec, el Castillo de Chapultepec, que aloja al Museo Nacional de Historia; en Xochimilco, destaca la Catedral, y en Coyoacán, el edificio del Ayuntamiento.
En su mayoría, las construcciones públicas realizadas durante el siglo XIX hasta antes del Porfiriato se destruyeron. Sobresale la inmensa pérdida de la destrucción del Gran Teatro Nacional, obra maestra arquitectónica del siglo XIX mexicano debida a Lorenzo de la Hidalga, autor también del mercado de El Parián, localizado en el Zócalo; ambas obras se derribaron, pues se consideraron obsoletas. Durante el gobierno de Porfirio Díaz, el lo de nuevos edificios como el caso del Palacio Postal o el Palacio de Bellas Artes —aunque éste no se concluyó sino hasta después del triunfo de la Revolución. En las orillas de la capital, la clase media construyó las afrancesadas colonias Roma y Santa María la Ribera, consideradas joyas de la arquitectura de la ciudad que conservan y rescatan sus habitantes. No corrió con la misma suerte el Manicomio de La Castañeda, en Mixcoac, derruido en 1968 para ser olvidado casi por trozos y completo.
Durante el siglo XX, la alta centralización de la vida nacional en el territorio del Distrito Federal propició que la entidad fuera dotada de nuevas construcciones que le permitieran, por una parte, mostrar al mundo la faz de un México moderno, y por otro, que resultara funcional a la vida de la ciudad más grande del país. En su afán de modernización, en la Ciudad de México se destruyó la mayor parte del patrimonio inmueble, y se llegó a destruir, entre 1930 y 1980, un edificio de valor patrimonial, de valor histórico o de valor artístico cada mes, en promedio. Esta destrucción de la cultura mexicana fue particularmente aguda durante la regencia del alcalde Ernesto Peralta Uruchurtu. Tal extrema destrucción del patrimonio arquitectónico la detuvieron los gobiernos posteriores.[cita requerida]
Entre los primeros rascacielos capitalinos hay que señalar el Edificio La Nacional (1932), la Torre Anáhuac (1945), el Edificio El Moro (1946), la Torre Miguel E Abed (1952) y la Torre Latinoamericana (1956). Hacia mediados del siglo XX, en la capital se desarrolló un estilo constructivo que se ha llamado Estilo del Pedregal, que pretendía la integración de la arquitectura funcional con las formas de la naturaleza volcánica de la colonia Pedregal de San Ángel. El máximo exponente de este estilo fue Luis Barragán, cuya casa-estudio fue declarada Patrimonio de la Humanidad en 2004.
También de mediados del siglo XX es la Ciudad Universitaria, en donde es notable el edificio de la Biblioteca Central, cubierto por completo por un mosaico de Juan O'Gorman.
Tras el terremoto de 1985, muchas construcciones de todas las épocas quedaron gravemente dañadas. Algunos edificios emblemáticos, como el Multifamiliar Juárez, el Edificio Nuevo León, en Nonoalco-Tlatelolco y el Hospital Juárez de México se vinieron abajo, provocando millares de muertes. En las últimas décadas del siglo XX y en los primeros años del siglo XXI, en la Ciudad de México se han desarrollado grandes proyectos arquitectónicos, como la construcción de Ciudad Santa Fe, la Torre Mayor, la Torre Pemex, Torre Libertad y la Plaza Juárez.

## Museos
La Ciudad de México es una de las capitales con más museos en el mundo, con alrededor de 110 espacios:
| Centro                                                | Chapultepec                                              | Coyoacán                             | San Ángel                                      | Otras zonas                                                                    |
| ----------------------------------------------------- | -------------------------------------------------------- | ------------------------------------ | ---------------------------------------------- | ------------------------------------------------------------------------------ |
| Antiguo Colegio de San Ildefonso                      | Casa del Lago                                            | Museo Frida Kahlo                    | Museo de Arte Carrillo Gil                     | Museo Cabeza de Juárez en Iztapalapa                                           |
| Centro de la Imagen                                   | Museo de Arte Moderno de México                          | Museo del Automóvil                  | Museo de El Carmen                             | Archivo General de la Nación en Venustiano Carranza                            |
| Museo de la SHCP (Antiguo Palacio del Arzobispado)    | Papalote Museo del Niño                                  | Museo Nacional de Culturas Populares | Museo Estudio Diego Rivera                     | Museo de los Ferrocarrileros en Gustavo A. Madero                              |
| Ex Teresa Arte Actual                                 | Museo Nacional de Antropología                           | Museo Nacional de las Intervenciones | Museo Soumaya                                  | Museo de la Basílica de Guadalupe en Gustavo A. Madero                         |
| Museo de Cera de la Ciudad de México                  | Museo Nacional de Historia "Castillo de Chapultepec"     | Museo Anahuacalli                    | Museo Universitario de Ciencias y Artes Campus | Museo Arqueológico de Xochimilco                                               |
| Museo de la Ciudad de México                          | Museo Tamayo Arte Contemporáneo                          | Museo Casa de León Trotsky           | Universum, Museo de Ciencias                   | Museo Dolores Olmedo Patiño en Xochimilco                                      |
| Museo de la Luz                                       | Museo de Historia Natural                                | Museo Cultural de las Artes Gráficas | Museo Universitario Arte Contemporáneo         | Museo de Sitio de Cuicuilco en Tlalpan                                         |
| Museo del Templo Mayor                                | Sala de Arte Público Siqueiros                           |                                      | Museo Jumex                                    | Museo de Fuego Nuevo en Iztapalapa                                             |
| Museo Franz Mayer                                     | Museo Tecnológico de la Comisión Federal de Electricidad |                                      |                                                | Centro Comunitario Culhuacán en Iztapalapa                                     |
| Museo Mural Diego Rivera                              | Casa Luis Barragán                                       |                                      |                                                | Museo de Geología en la colonia Santa María la Rivera                          |
| Museo Nacional de La Revolución                       | Museo del Caracol                                        |                                      |                                                | Museo Tezozómoc en Azcapotzalco                                                |
| Museo Nacional de las Culturas                        | Museo Nacional de la Cartografía                         |                                      |                                                | Museo Histórico Judío y del Holocausto Tuvie Maizel en la colonia Condesa      |
| Museo Universitario del Chopo                         | Museo Casa de la Bola                                    |                                      |                                                | Museo Arqueológico de Azcapotzalco Príncipe Tlaltecatzin en Azcapotzalco       |
| Museo del Palacio de Bellas Artes                     |                                                          |                                      |                                                | Museo de Sitio del Ex Convento del Desierto de los Leones en Cuajimalpa        |
| Museo de la Caricatura                                |                                                          |                                      |                                                | Museo de Arte Tridimensional en Azcapotzalco                                   |
| Museo del Calzado El Borceguí                         |                                                          |                                      |                                                | Museo Comunitario San Miguel Teotongo en Iztapalapa                            |
| Museo de Instrumentos Musicales                       |                                                          |                                      |                                                | Museo Vivo Lago de los Reyes Aztecas en Tláhuac                                |
| Museo Nacional de la Estampa                          |                                                          |                                      |                                                | Museo Legislativo Los Sentimientos de la Nación en Venustiano Carranza         |
| Museo Numismático                                     |                                                          |                                      |                                                | Museo de Transportes Eléctricos del Distrito Federal, en Iztapalapa.           |
| Museo Postal                                          |                                                          |                                      |                                                | Museo Cuartel Zapatista, en Milpa Alta                                         |
| Galería José María Velasco                            |                                                          |                                      |                                                | M68 Memorial del 68 y Movimientos Sociales, en Tlatelolco, alcaldía Cuauhtémoc |
| Museo de la Indumentaria Mexicana                     |                                                          |                                      |                                                |                                                                                |
| Laboratorio Arte Alameda                              |                                                          |                                      |                                                |                                                                                |
| Museo José Luis Cuevas                                |                                                          |                                      |                                                |                                                                                |
| Museo Nacional de Arte                                |                                                          |                                      |                                                |                                                                                |
| Museo Nacional de San Carlos                          |                                                          |                                      |                                                |                                                                                |
| Museo Panteón de San Fernando                         |                                                          |                                      |                                                |                                                                                |
| Museo Archivo de la Fotografía                        |                                                          |                                      |                                                |                                                                                |
| Centro Cultural de España en México                   |                                                          |                                      |                                                |                                                                                |
| Centro Cultural Estación Indianilla                   |                                                          |                                      |                                                |                                                                                |
| Museo del Estanquillo                                 |                                                          |                                      |                                                |                                                                                |
| Museo Interactivo de Economía                         |                                                          |                                      |                                                |                                                                                |
| Museo Casa Carranza                                   |                                                          |                                      |                                                |                                                                                |
| Museo Universitario de Ciencias y Artes Roma          |                                                          |                                      |                                                |                                                                                |
| Museo Experimental El Eco                             |                                                          |                                      |                                                |                                                                                |
| Salón de la Plástica Mexicana                         |                                                          |                                      |                                                |                                                                                |
| Museo de Arte Popular                                 |                                                          |                                      |                                                |                                                                                |
| Museo Ripley's Believe it or not!                     |                                                          |                                      |                                                |                                                                                |
| Casa del Poeta López Velarde                          |                                                          |                                      |                                                |                                                                                |
| Recinto de Homenaje a Benito Juárez                   |                                                          |                                      |                                                |                                                                                |
| Museo de la Medicina Mexicana                         |                                                          |                                      |                                                |                                                                                |
| Museo de la Policía Preventiva de la Ciudad de México |                                                          |                                      |                                                |                                                                                |
| Museo de Odontología Dr. Samuel Fastlicht             |                                                          |                                      |                                                |                                                                                |
| Palacio de Cultura Banamex                            |                                                          |                                      |                                                |                                                                                |
| Museo Kaluz                                           |                                                          |                                      |                                                |                                                                                |

## Mercados de pulgas
También conocidos como "tianguis", forman parte de la cultura de la ciudad. Se estima que existen cerca de mil cuatrocientos tianguis tan solo en esta entidad. Aquí se puede encontrar de todo, desde ropa de uso y nueva, antigüedades, libros, aparatos electrodomésticos, etc. Éstos no distinguen entre clases sociales a la hora de los clientes, ya que muchas de las cosas aquí vendidas pueden llegar a ser de colección y alcanzar grandes precios al cotizarlas con especialistas. Aunque por otro lado son también una gran opción para ahorrarse dinero en la compra de varios artículos como ropa o aparatos tecnológicos. Uno de los más importantes y de los más grandes es el llamado tianguis "El Salado", ubicado en Iztapalapa, cerca de la frontera con Ciudad Nezahualcóyotl.[cita requerida]

## Artes plásticas

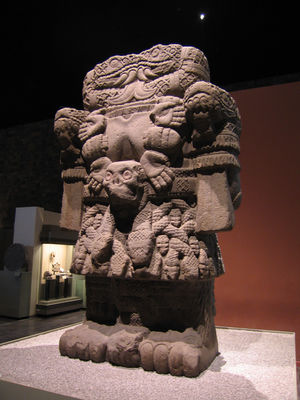
Escultura de Coatlicue. Cultura mexica.

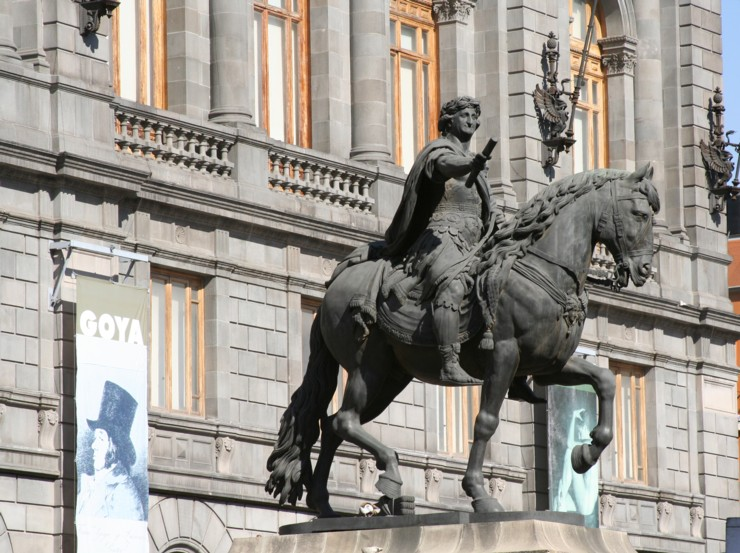
El Caballito, escultura de Carlos IV realizada por Tolsá.

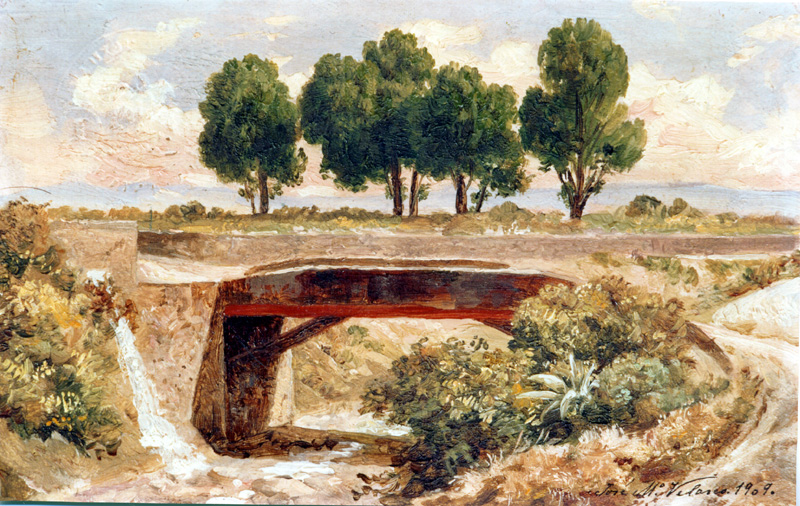
Barranca del Muerto (1909), óleo de Velasco.

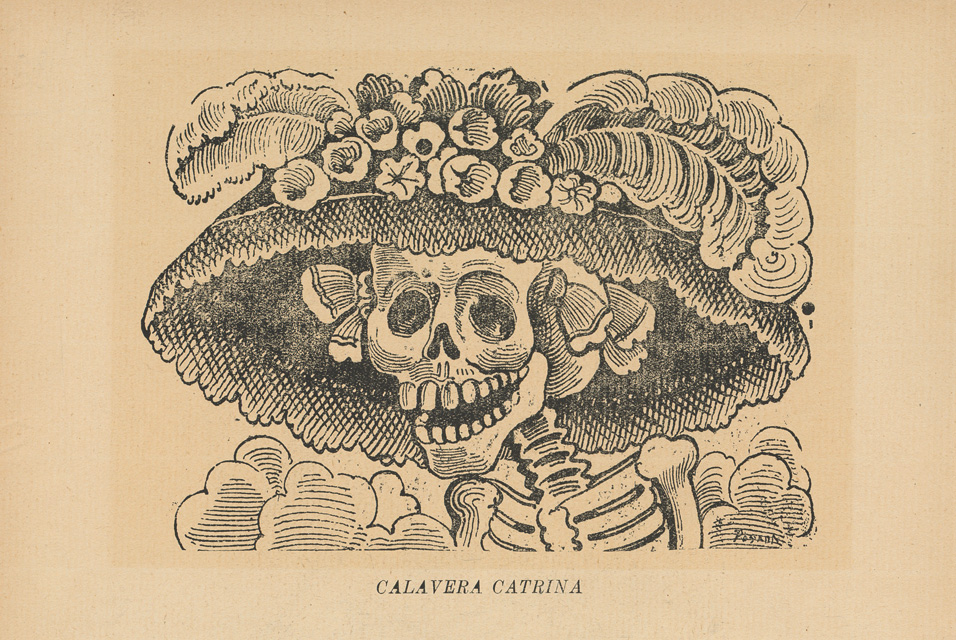
La Catrina, grabado de Posada.

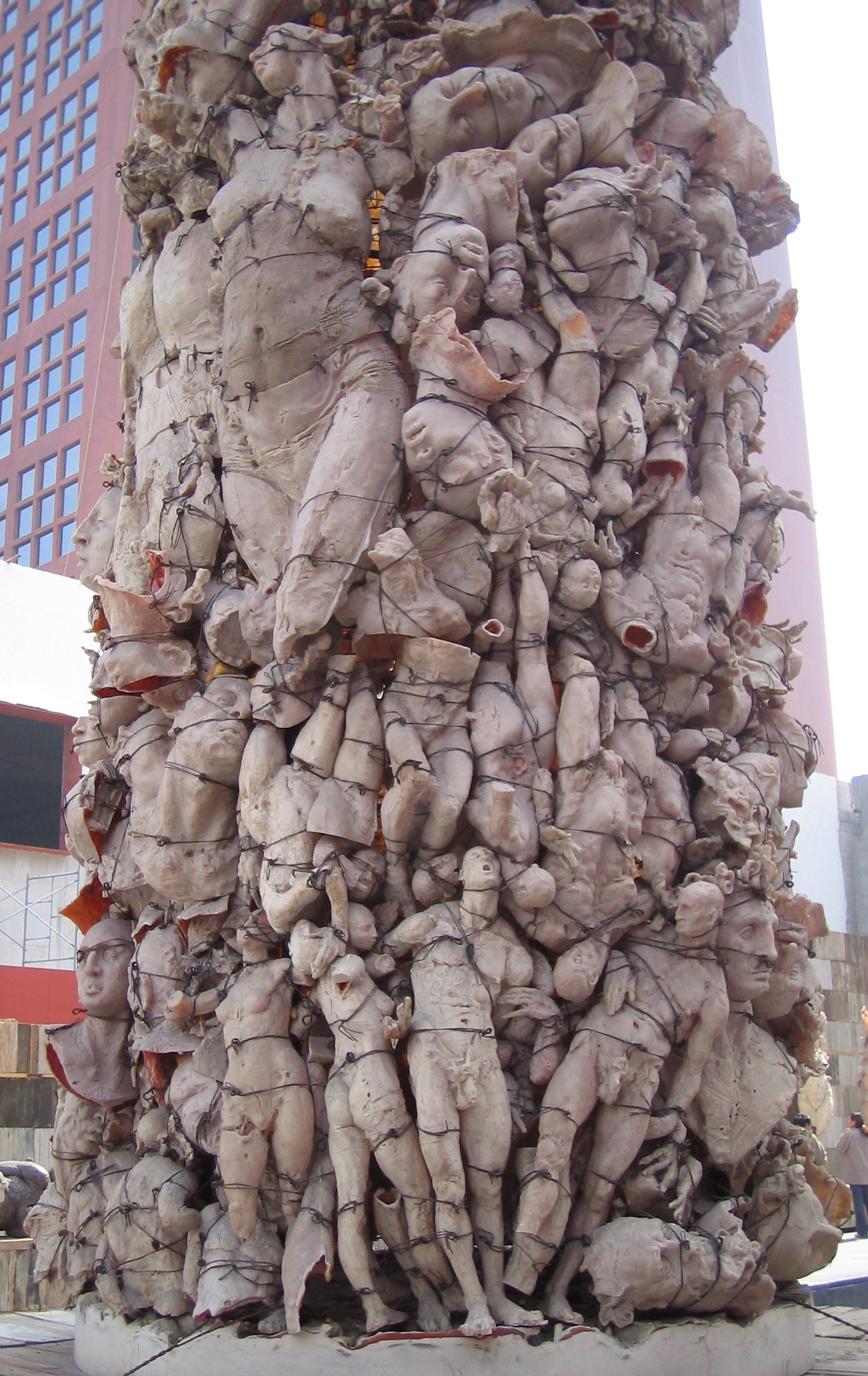
Escultura en la Plaza Juárez.

La Ciudad de México cuenta también con un rico acervo de escultura y pintura, cuya antigüedad se remonta a más de tres mil años. Desde el Período Preclásico los pueblos que vivieron en las inmediaciones del lago de Texcoco produjeron numerosas obras de arte, algunas de las cuales son resguardadas en instalaciones como el Museo Nacional de Antropología, el Museo del Templo Mayor y varios museos comunitarios que se localizan en varias partes de la capital. Predominan las piezas de alfarería y lapidaria, pues desafortunadamente muchos ejemplos de la iconografía precolombina fueron destruidos por los españoles.[cita requerida]
Después de la conquista tuvo lugar en el valle de México y en muchos otros sitios de la Nueva España un mestizaje que hizo perdurar ciertos rasgos de la iconografía indígena, aunque ya fusionada con otros que fueron traídos de Europa por los españoles. Ejemplo de ello son manuscritos como la Tira de la Peregrinación, el Códice Badiano o el Códice Florentino, ilustrados por maestros indígenas que se educaron en instituciones cristianas como el Colegio de la Santa Cruz de Tlatelolco. En muchos edificios del primer siglo de la Colonia que aún se conservan en la Ciudad de México es posible observar ciertos rasgos que hablan del proceso de mestizaje cultural nacido con el encuentro de América y Europa. Así, por ejemplo, en templos como la Catedral de Xochimilco, la parroquia de San Pedro de Tláhuac y otros, es posible advertir glifos indígenas entreverados en los relieves que decoran los muros de esos sitios.[cita requerida]
Durante la Colonia, el arte religioso fue la vertiente dominante en la creación plástica de la Ciudad de México. Ejemplos de ello abundan en los muchos edificios coloniales que existen en la ciudad, de los cuales es de especial importancia la Catedral Metropolitana, que resguarda retablos de Juan de Rojas, de Juan Correa e incluso un óleo atribuido a Murillo. Desafortunadamente, la Catedral de México ha sido objeto de saqueo y destrucción. Lamentable fue el incendio de 1967, que dañó gravemente el Retablo de los Reyes, el Altar del Perdón y cuarenta y siete sillas del coro catedralicio. Además del arte religioso, de la Colonia proceden otras piezas de escultura y pintura de índole secular. Entre ellos hay que señalar la escultura ecuestre de Carlos IV de España, conocida por los capitalinos como El Caballito. La pieza fue realizada en bronce por Manuel Tolsá y se encuentra desde 1979 frente al Palacio de Minería, en la plaza que lleva el nombre del escultor y arquitecto valenciano. También de la Colonia son los numerosos ejemplos de pinturas de castas, cuadros que retrataban los estereotipos de los diversos estamentos en que se dividía la sociedad de aquellos años.
Del siglo XIX sobresale la obra de la antigua Academia de San Carlos, centro formador de artistas plásticos de la Ciudad de México. La Academia de San Carlos —fundada en el virreinato y antecedente de la actual Escuela Nacional de Artes Plásticas— formaba a arquitectos, escultores y pintores. Varias obras de los estudiantes del establecimiento forman en la actualidad parte del acervo de la Academia y el Museo Nacional de San Carlos. Entre ellos se encuentran bocetos de proyectos pictóricos, escultóricos o académicos, casi siempre de influencia neoclásica. Algunas reproducciones en yeso de esculturas griegas y romanas se encuentran en los patios del viejo edificio de la Academia. Mención aparte merece José María Velasco, mexiquense egresado de la Academia de San Carlos y considerado uno de los grandes paisajistas mexicanos del XIX. Velasco produjo una serie de ocho cuadros sobre el Valle de México que registran el paisaje de la Ciudad de México y sus alrededores durante la segunda mitad del siglo XIX.
Durante el Porfiriato, la actividad plástica había recibido una fuerte influencia francesa. Pero a despecho de ese estilo favorecido por el dictador Porfirio Díaz, se popularizaban géneros menos académicos como la caricatura y la ilustración de folletos y libros. En ese sentido, hay que señalar que ya desde el gobierno de Benito Juárez habían surgido periódicos notables por sus sátiras iconográficas, que a pesar de ser bastante mordaces, fueron tolerados por el gobierno federal. No corrieron la misma suerte los periódicos críticos del porfiriato, perseguidos hasta su extinción. Entre los más notables estaban El hijo de El Ahuizote, sucesor de aquel Ahuizote que tanto criticó el gobierno juarista. Además hay que llamar la atención a la obra de grabadores como Manuel Manilla y desde luego, José Guadalupe Posada, que se hizo famoso por sus personajes calavéricos, entre los que La Catrina quizá sea uno de los más conocidos.
Después de concluida la Revolución, floreció en la Ciudad de México un estilo pictórico conocido como muralismo. Entre sus máximos exponentes están José Clemente Orozco, David Alfaro Siqueiros y Diego Rivera. La obra de los muralistas estaba imbuida de la necesidad de crear un arte público que sirviera para educar al pueblo de México —que por aquel tiempo era ampliamente analfabeto—, pero también se acusa en ellos una fuerte inclinación hacia el marxismo y la crítica hacia el oficialismo que les valió —con la excepción de Rivera— ser despedidos por José Vasconcelos (titular de la secretaría de Educación Pública que fungía como mecenas de los muralistas) luego de la terminación de los murales del Palacio Nacional Relacionada con Rivera está la figura de la coyoacanense Frida Kahlo, pintora autodidacta cuya obra tiene una fuerte vocación nacionalista. A finales de la década de 1930, el muralismo mexicano se encontraba en una época de apogeo, y a ellos se sumó la obra de otros artistas de vocación también socialista como Leopoldo Méndez, grabador veracruzano que apoyó en el Distrito Federal la formación del Taller de Gráfica Popular, diseñado para que la gente de las clases trabajadoras pudiera adquirir formación artística. A los pintores mexicanos se sumaría en 1941 la catalana Remedios Varo, que con otros españoles inmigrados por aquella época enriqueció la cultura del Distrito Federal y de todo México.
En la segunda mitad del siglo XX hubo un rompimiento con la plástica asociada al triunfo de la Revolución. Encabezaron esta ruptura figuras como José Luis Cuevas, quien optó por un estilo modernista, desapasionado de la política en oposición a sus colegas muralistas. La obra de Cuevas abarca la escultura, el dibujo, la pintura y el grabado. Asimismo incursionó en la teoría del arte, con la publicación de La cortina de nopal: carta abierta sobre la conformidad en el arte mexicano en el que resume su crítica contra el arte nacionalista. Al mismo tiempo, la escultura —que había quedado relativamente a la sombra en comparación con la pintura— recobró nuevos bríos, alejándose del hieratismo de obras como el Monumento a la Madre, de Monasterio; para inclinarse primero por la abstracción geométrica —como en El Caballito, de Sebastián— y luego por formas más libres y conceptuales.[cita requerida]
Hoy en día contamos con la colección privada de arte contemporáneo más importante del México se encuentra albergada por la Fundación Jumex Arte Contemporáneo (FJAC), creada con el objetivo de promover la difusión, producción y reflexión sobre el arte contemporáneo, así como impulsar propuestas frescas para el desarrollo de la cultura, parte de su propuesta se puede observar en el Museo Jumex. El edificio fue diseñado por David Chipperfield Architects en colaboración con TAAU/Oscar Rodríguez, su contraparte en México y tiene una forma de diente de sierra, que son los resultados de los tragaluces. El Museo Jumex es un recinto para la exposición y activación del arte contemporáneo, contiene su colección obras artísticas plásticos como Jeff Koons, Andreas Gursky y Gabriel Orozco. Se encuentra en la Plaza Carso, en la colonia Ampliación Granada. Es la plataforma principal de la fundación y el espacio de acción de la Colección Jumex. Su objetivo es fomentar el arte contemporáneo.[cita requerida]

## Literatura
Hogar de muchos escritores de las más variadas procedencias, el Distrito Federal posee una larga tradición literaria. Aunque de la época prehispánica fueron pocas las obras que lograron registrarse en caracteres latinos después de la conquista, lo que ha quedado es testimonio de la actividad lírica de los habitantes del valle de México. Varias investigaciones modernas, llevadas a cabo principalmente por Miguel León-Portilla o Ángel María Garibay K. han permitido conocer algunas de las formas literarias de los antiguos mexicas. Del primer autor son recopilaciones como Huehuetlahtolli y Visión de los vencidos, en tanto que Garibay produjo Poesía indígena de la Altiplanicie y Panorama literario de los pueblos nahuas. La base de estos trabajos son los manuscritos producidos por los indígenas o los misioneros franciscanos después de la consuista de Tenochtitlan. En ese sentido, hay que mencionar especialmente el trabajo de Bernardino de Sahagún y los alumnos del Colegio de la Santa Cruz —como el xochimilca Juan Badiano, el texcocano Fernando de Alva Ixtlilxóchitl, y posiblemente el mexicano Hernando de Alvarado Tezozómoc, entre otros—, gracias a los cuales quedó un registro aunque sea mínimo de la literatura, las creencias y los conocimientos de los mexicas.
Notables también por su información sobre la conquista son las Cartas de relación de Hernán Cortés, datadas en la segunda década del siglo XVI. Estas epístolas, dirigidas al rey de España, tenían por objeto el relato de las hazañas hispanas en la conquista de la capital tenochca, poniendo especial énfasis en resaltar el papel jugado por él. Por lo que respecta a la lírica indiana, es notable que esta haya quedado relegada por los escritores del siglo XVI, entre los que cabe destacar a Bernardo de Balbuena y su poema Grandeza mexicana, dedicado a ensalzar las virtudes de la tierra conquistada. en el siglo XVII, sobresale la figura de Sor Juana Inés de la Cruz (1648-1695), religiosa jerónima que escribió poemas de amor y se enfrentó a las autoridades religiosas de su tiempo. Obras suyas son Amor es más laberinto, Los empeños de una casa y Respuesta a Sor Filotea, carta en que responde a los llamamientos del obispo de Puebla para que la religiosa abandonara todo cuanto fuera profano. Por la calidad de su obra, fue llamada La Décima Musa —aun cuando este título le correpondió primero a Safo— y El Fénix de México. Contemporáneo de Sor Juana fue Carlos de Sigüenza y Góngora —pariente de Luis de Góngora y Argote—, cuya obra fue principalmente histórica — entre la que destacan las Relacions históricas (1690)—, aunque cultivó también la poesía en textos como Primavera indiana (1662) y Triunfo parténico.
Del siglo XIX es José Joaquín Fernández de Lizardi, que se ganó la cárcel por su actividad periodística crítica al gobierno virreinal. Su obra más conocida es El Periquillo Sarniento, (1818) novela picaresca inspirada en los modelos españoles del siglo XIX. También suya es Don Catrín de la Fachenda, novela que es considerada como una de las sátiras mejor logradas de la literatura de principios del siglo XIX en México. Alrededor de cuarenta años más tarde apareció en la capital el libro de costumbres Los mexicanos pintados por sí mismos (1854), que es una colección de retratos de tipos populares escrita por autores como Hilarión Frías y Soto, Juan de Dios Arias, José María Rivera y Pantaleón Tovar. De la segunda mitad del siglo XIX es Juan de Dios Peza, alumno de Ignacio Ramírez El Nigromante —periodista liberal— en su paso por la Escuela Nacional Preparatoria. Juan de Dios Peza es identificado con la poesía modernista, al igual que otros autores de su tiempo como Manuel Gutiérrez Nájera —al que se considera precursor de este movimiento en México— y Amado Nervo. Tanto Peza como Nervo fueron, además, diplomáticos al servicio del gobierno porfirista. En la novela, Manuel Payno escribió la extensa novela de entregas Los bandidos de Río Frío y otra menos conocida intitulada El fistol del diablo, libros de tendencia romántica a pesar de ser contemporáneo de los poetas modernistas.
El tema de las luchas revolucionarias apareció con frecuencia en la literatura capitalina de la primera mitad del siglo XX. Entre los numerosos autores de este tiempo, hay que llamar la atención a Rodolfo Usigli, autor de la pieza teatral El gesticulador donde denuncia el abuso de poder por parte de las élites instaladas en el poder después del asesinato de Villa y Zapata. Autores como Manuel Maples Arce se mostraban más partidarios de tendencias renovadoras, que se resumen en la corriente conocida como estridentismo, cuyo fundador fue Arqueles Vela. Otro género que gozó de notable vitalidad fue el de la crónica periodística, con personajes como Salvador Novo y Renato Leduc, ambos columnistas de periódicos como Excélsior y Hoy. Novo, además, fue cofundador de las revistas Ulises y Contemporáneos, que fue un espacio en que se dieron a conocer poetas de la talla de Xavier Villaurrutia, de quien se dice, fue una de las principales influencias en la obra de Octavio Paz. Este autor, único Premio Nobel de Literatura mexicano, es ampliamente conocido por su obra ensayística; género al que pertenece El laberinto de la soledad, una pieza clave en el pensamiento sobre la identidad mexicana. Otras obras suyas son el poema Piedra de sol, compuesto por 584 versos endecasílabos; y Posdata, obra en que complementa los pensamientos planteados en El laberinto de la soledad.
La Ciudad de México aparece con frecuencia como tema de los escritores que en ella radican o nacieron en ella. Así, por ejemplo, mientras José Emilio Pacheco ofrece, en Las batallas en el desierto, la vivencia amorosa de un niño de clase media baja de la colonia Roma, en una sociedad cuya industrialización apenas comenzaba, los autores de la literatura de la onda —movimiento literario de la década de 1970— intentan capturar en su obra el lenguaje de los jóvenes de la ciudad. La ciudad se convierte en escenario de inverosímiles aventuras policíacas, como en El complot mongol, de Rafael Bernal, o en la larga serie de novelas protagonizadas por Belascoarán Shayne, detective capitalino hijo de una irlandesa y un vasco republicano creado por Paco Ignacio Taibo II. En La destrucción de todas las cosas, Hugo Hiriart convierte a la ciudad en el escenario de la invasión de Los Otros, seres de los que nadie supo nunca nada y vienen a "salvar" a los habitantes de México mediante la imposición de una cultura completamente desconocida. Otro escritor indispensable dentro de la cultura citadina es Carlos Fuentes, quien con su libro La región más transparente realiza un retrato por demás poético de las transformaciones que ha sufrido esta bella ciudad de gran legado histórico y que es, ante los ojos de propios y extraños, lugar mítico que no deja de causar admiración.[cita requerida]

## Festivales de cine
En Ciudad de México se llevan a cabo una gran cantidad de festivales de cine, donde podemos encontrar cortometrajes y largometrajes nacionales e internacionales. Algunos de los más importantes o que han tenido mayor difusión son:
- El Festival Internacional de Cine Contemporáneo de la Ciudad de México,[36] que se lleva a cabo cada año, teniendo siempre en cada edición un país diferente como invitado.
- El Kinoki Festival Internacional de Cine Universitario Kinoki, creado y organizado por estudiantes de la Universidad Iberoamericana, se realiza cada año durante la segunda semana de marzo a través del Departamento de Comunicación y el área de Cinematografía.
- El Festival Internacional de Cine para Niños (...y no tan Niños)[37] es un proyecto cultural independiente que tiene como objetivo principal programar y exhibir un cine de calidad de otras regiones del mundo para fomentar entre el público infantil el gusto por el cine y retro alimentar a las niñas y niños con la recreación de costumbres, inquietudes y cotidianidad de los niños en otras partes del mundo.
- Short Shorts Film Festival[38] México tiene como objetivos principales, por un lado, promover y difundir el cortometraje iberoamericano dando, desde luego, énfasis a la producción de cortos mexicanos y, por otro, dar un panorama de la producción de cortometraje del continente asiático con especial atención a Japón, país donde se creó el festival. Entre otros.

## Otros festivales
- Festival de México en el centro histórico
- Festival Tirerías
- Encuentro Hispanoamericano de Cine y Video
- Festival Ollin Kan
- Festival Internacional de Música y Escena
- Festival Diego Rivera y Feria de las Disqueras Independientes
- Festival de Música Jazz de la Unión Europea

## Costumbres gastronómicas
Ciudad de México es tal vez el complejo gastronómico más grande del mundo. La mancha urbana no comprende solamente la capital del país; a ella se le unen territorios del Estado de México, entre ellos Ciudad Satélite y Ciudad Nezahualcóyotl, más conocidos coloquialmente como Satélite y Neza. Con estas grandes ciudades se forma la zona conurbada más grande del mundo, que rebasa los 22 millones de habitantes.
Los capitalinos de origen en realidad son la minoría de la gran urbe, pero esa minoría dicta el ritmo al que la ciudad se mueve y come. Los provincianos que llegan a vivir a Ciudad de México tarde o temprano caen seducidos por las formas y costumbres alimenticias de los naturales de la capital.

### Desayunos
Hay muchas formas de empezar el día en Ciudad de México. Para los que trabajan y tienen que salir muy temprano de su casa, siempre habrá un lugar donde comprar algo para el desayuno: por las mañanas, desde muy temprano, casi de madrugada se instalan puestos ambulantes que venden tamales, atoles, café de olla y antojitos como los guajolotes. En algunos puestos también se venden gelatinas y pan de dulce. Estos puestos se ubican principalmente en las salidas de las estaciones del metro y en las paradas de autobuses concurridas, o bien cerca de las panaderías y de las entradas de las oficinas y las fábricas.

### Jugos y juguerías
Otros capitalinos toman simplemente un vaso grande de jugo de naranja, de betabel o de zanahoria o bien un licuado de leche: el de fresa y el de mamey son muy populares y se venden en las juguerías callejeras que se encuentran por toda la ciudad. En esta categoría están los puestos que venden cocteles de frutas (en español mexicano, pronunciado cocteles, con acentuación en la e, no en la o, como ocurre en el español de España) con miel o con granola. No se pueden olvidar las loncherías, especializadas en vender tostadas, tacos fritos y tortas.

### Quesadillas y tacos
Otra forma muy popular de desayunar son las quesadillas, que en ninguna parte del país son tan variadas como en Ciudad de México (en muchas otras ciudades del país, las quesadillas son estrictamente de queso). En la capital, la quesadilla típica es la de comal, aunque también son muy buscadas las quesadillas fritas. Los tacos sudados, los tacos de canasta y los de carne asada son los grandes favoritos, sobre todo por su precio.[cita requerida]

### Cafés de chinos
Los cafés de chinos son especiales para tomar café con leche, huevos preparados de cualquier manera, chilaquiles y especialmente pan de dulce.

### Paquetes de desayunos y otras opciones
Para los capitalinos con más tiempo y tal vez con más recursos económicos, el día puede empezar en una cafetería en la que se sirven desayunos de paquete con platos a base de huevo o chilaquiles. Los de altos recursos económicos asisten a restaurantes de lujo que sirven desayunos similares, aunque mejor presentados y preparados. Otros acuden a los mercados a comer barbacoa, consomé, tacos de carnitas o gorditas. También para el almuerzo se acostumbran caldos de gallina y caldos de pollo, sopa de médula y pancita.

### Fondas y comidas corridas
Antes de la una de la tarde empieza a llegar la gente a las fondas. Entonces comienza la comida del mediodía, que para la gran mayoría es el alimento más importante de la jornada. Las fondas se encargan de dar a comer a quienes solo cuentan con una o dos horas para alimentarse; su especialidad es la comida corrida, que suele incluir tres tiempos: sopa aguada (consomé es lo más común), sopa seca (arroz y espagueti son los más comunes) y guisado (una gran variedad). La comida corrida incluye, generalmente, un vaso o una jarra de agua fresca de fruta, y en muchos lugares también incluye un postre, al final. En algunos restaurantes (más grandes y, por lo general, un poco más caros que las fondas), la comida incluye también, antes de comer, una cuba, un whisky con agua mineral o un refresco, una cerveza o un tequila). También hay, por supuesto, restaurantes de comida internacional: japonesa, italiana, china o francesa. Al lado de los platillos, cada establecimiento ofrece a los comensales salsa picante o chiles toreados para satisfacer a la clientela su gusto por la comida picosa, muy frecuente en todas las zonas del país.[cita requerida]

### Las cantinas
La comida en las cantinas es un verdadero paraíso de los amantes de la cocina mexicana, pues en ella se sirven todo tipo de botanas, y la única condición es que los comensales pidan un número mínimo de cervezas.

### Dulces mexicanos
Afuera de los restaurantes de comida típica, de las cantinas y de las coctelerías suele haber un vendedor de dulces, pues mucha gente no come postre y se espera a comprar un higo, un acitrón, limones rellenos de coco, pepitorias, obleas o chilacayotes confitados.

### Cenas
Las cenas tradicionales caseras consisten en algún alimento derivado de la comida del mediodía, algún antojito o chilaquiles. Una de las formas de terminar el día es con café y pan de dulce. Afuera de las panaderías se venden esquites, elotes, tamales, sopes y quesadillas. Por las noches se escucha asimismo el ruido melancólico que deja escapar el vapor del carrito de camotes asados.
Así transcurre la vida gastronómica de la ciudad de lunes a viernes. En cuanto a los fines de semana, las costumbres alimenticias cambian, especialmente los domingos, cuando la familia tiene tiempo de reunirse a comer y acude a algún restaurante o compra carnitas, barbacoa o pozole para comer en casa.

### Los mercados
Aunque en todo el país existen mercados sorprendentes, muchos mercados en Ciudad de México lo son en especial. Hay que mencionar el de la Merced, cuyo tamaño y variedad de productos deja sin habla a propios y extraños; el de Jamaica, rebosante de flores y elotes; el de Xochimilco, en donde todavía se encuentran muchos alimentos de origen prehispánico; de la Viga, especializado en la venta de pescados y mariscos; de Sonora, donde se pueden comprar animales vivos y muertos y artilugios mágicos; el de San Juan, considerado el paraíso de los cocineros, pues se venden allí carnes incluso de especies exóticas; de Medellín, en el que existen muchos productos para preparar comida yucateca y tabasqueña; el de San Pedro de los Pinos y el de Mixcoac, por sus puestos de pescados y mariscos; de Argentina, donde hay muchos puestos de barbacoa, y el de Coyoacán, con sus famosas tostadas. Por supuesto, está incluida la Central de Abasto, que casi sin excepción surte a casi todos los anteriores.

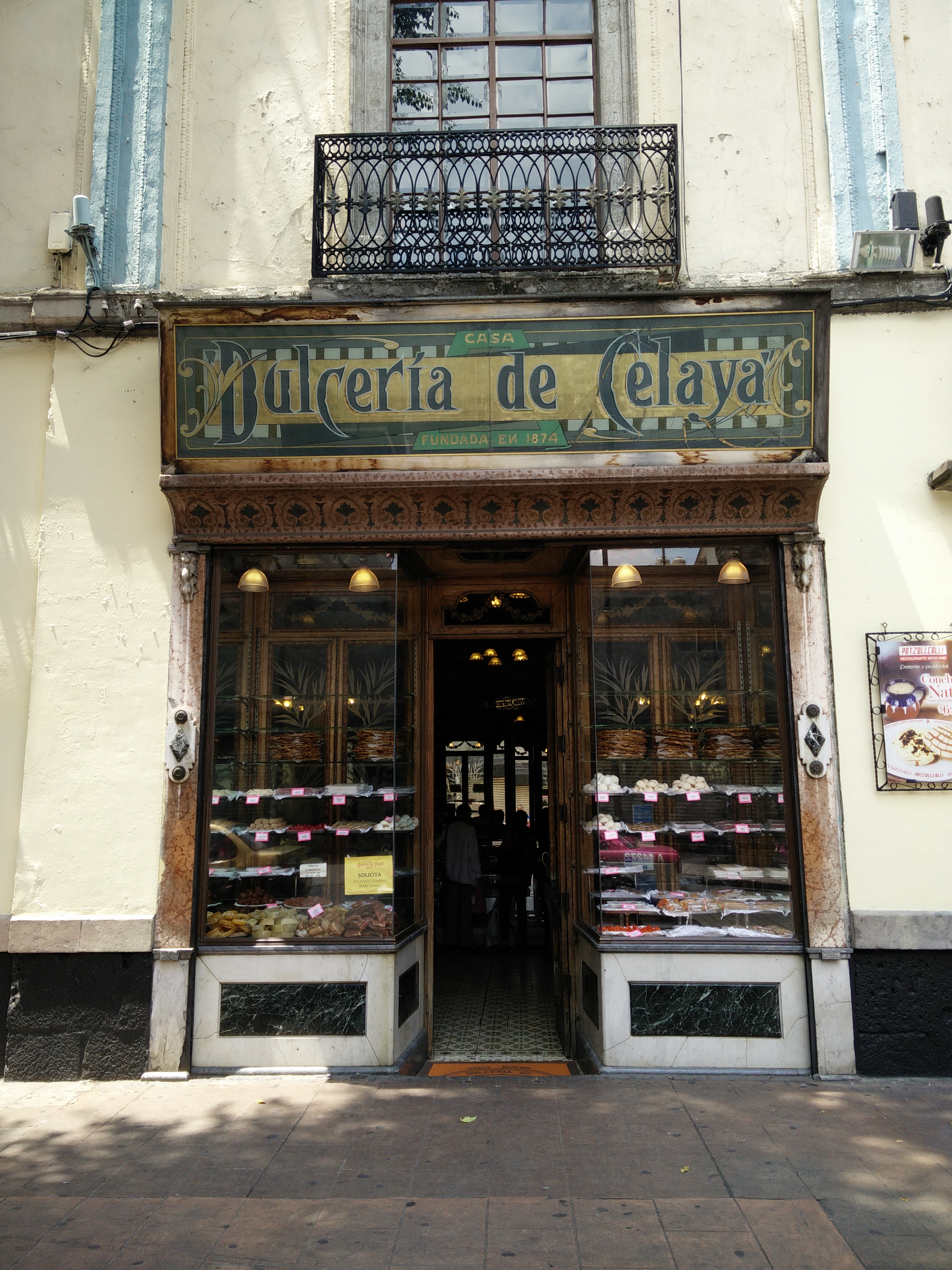
Dulcería de Celaya

### Los barrios
En Ciudad de México existen barrios y delegaciones conocidos por sus particularidades gastronómicas: Coyoacán es célebre por sus nieves y helados; Milpa Alta, por sus nopales y los moles de San Pedro Actopan; Azcapotzalco, por sus petroleras. El centro histórico es la zona más antigua de la ciudad, donde existen incontables cantinas, taquerías, torterías, fondas, pulquerías y dulcerías tradicionales. En la calle de Dolores, está el Barrio Chino. Los restaurantes de cocina española son tal vez la especialidad del centro, es decir, el tipo de comida más común en la zona. Sobreviven el Café de Tacuba, el original y antiguo Sanborns, donde se inventaron las enchiladas suizas;[cita requerida] la legendaria churrería El Moro; la Hostería de Santo Domingo; el bar La Ópera, cuya decoración se ha filmado en muchas películas y programas de televisión; la panadería La Ideal y la dulcería Celaya.

### Las ferias
Como parte de una nueva tradición en Iztacalco, cada año se lleva a cabo la Feria Latinoamericana del Tamal.
Además, la Feria de la Torta se lleva a cabo en la Delegación Iztapalapa, donde es posible degustar una gran variedad y tamaños de este alimento (véase torta).

### Otras zonas
Coyoacán también es célebre por sus cafés: por ejemplo, El Jarocho; también, el chocolate, los churros, los esquites y hot cakes.
La colonia Condesa en los últimos años se ha vuelto un lugar interesante para ir a cenar. Sobre las calles de Tamaulipas y en sus alrededores, se han abierto un sinnúmero de pequeños restaurantes de características singulares. Los locales son muy pequeños y a veces incómodos, y la preparación de la comida muchas veces no es seria, pero es un lugar agradable para cenar algo y tomar una cerveza o un vino barato.[cita requerida]
En la colonia Tacubaya es posible encontrar El Borrego Viudo, donde ofrecen tacos al pastor, tacos de suadero y tacos de cabeza. También es posible comer dentro del coche, en el amplio estacionamiento. Para algo dulce y refrescante, la nevería Mi Juanita, con más de 50 años de servicio y una gran variedad de hasta 250 sabores.
La avenida de los Insurgentes es una de las más largas de Ciudad de México, y su parte sur ha sido escogida para establecer todo tipo de restaurantes. A lo largo de varios kilómetros se pueden ver infinidad de establecimientos de comida: cafeterías, restaurantes, bares y cantinas, para diferentes gustos y presupuestos.

### La «comida mexicana contemporánea»
Como en toda gran metrópoli, existen áreas privilegiadas donde se establecen comercios y restaurantes de lujo con toda clase de comidas, como Polanco, San Ángel y Santa Fe. En estos lugares hay pocos restaurantes de cocina mexicana, y los que hay ostentan el título de «cocina mexicana contemporánea», concepto que aún está siendo moldeado por chefs y gastrónomos. Según a quién se le pregunte, puede tratarse de cocina tradicional en porciones más pequeñas, en las que se ha sustituido la manteca de cerdo por aceite, o comida acomodada en los platos de diferente forma. Puede ser comida mexicana afrancesada o comida europea preparada con ingredientes mexicanos, como el strudel de tejocotes. O puede ser comida mexicana con nombres largos y términos gastronómicos pretenciosos, en donde la pechuga de pollo sin piel se convierte en «pechuga magra», las costillas de cerdo en «costillar» y el caldillo de jitomate en «coulis de jitomate». Para otros, la cocina contemporánea mexicana es cocina preparada con las técnicas de la llamada cocina saludable o cocina nutricional, en la cual parecen estar interesados únicamente una minoría de los habitantes.